# Park Gorkiego w Mińsku
Park Gorkiego, pełna nazwa Centralny Dziecięcy Park im. Maksyma Gorkiego (biał. Цэнтральны дзіцячы парк імя Максіма Горкага) – publiczny park w Mińsku, na Białorusi.
Znajduje się w pobliżu Placu Zwycięstwa i Parku Janki Kupały.
Park utworzony został w 1800 roku jako Ogrody Gubernatora. Podczas sowieckich czasów został przemianowany na Park Kultury i Wypoczynku im A. M. Gorkiego (парк культуры и отдыха им. Максима Горького) po słynnym radzieckim pisarzu Maksymie Gorkim. Parki o tej nazwie zostały utworzone w wielu miastach Związku Radzieckiego.
Część obszaru parku jest zajęta przez park rozrywki z 56 metrowym diabelskim młynem. Posiada również edukacyjne obserwatorium z planetarium.
W Parku Gorkiego znajduje się również Pałac lodowy (kryte lodowisko).

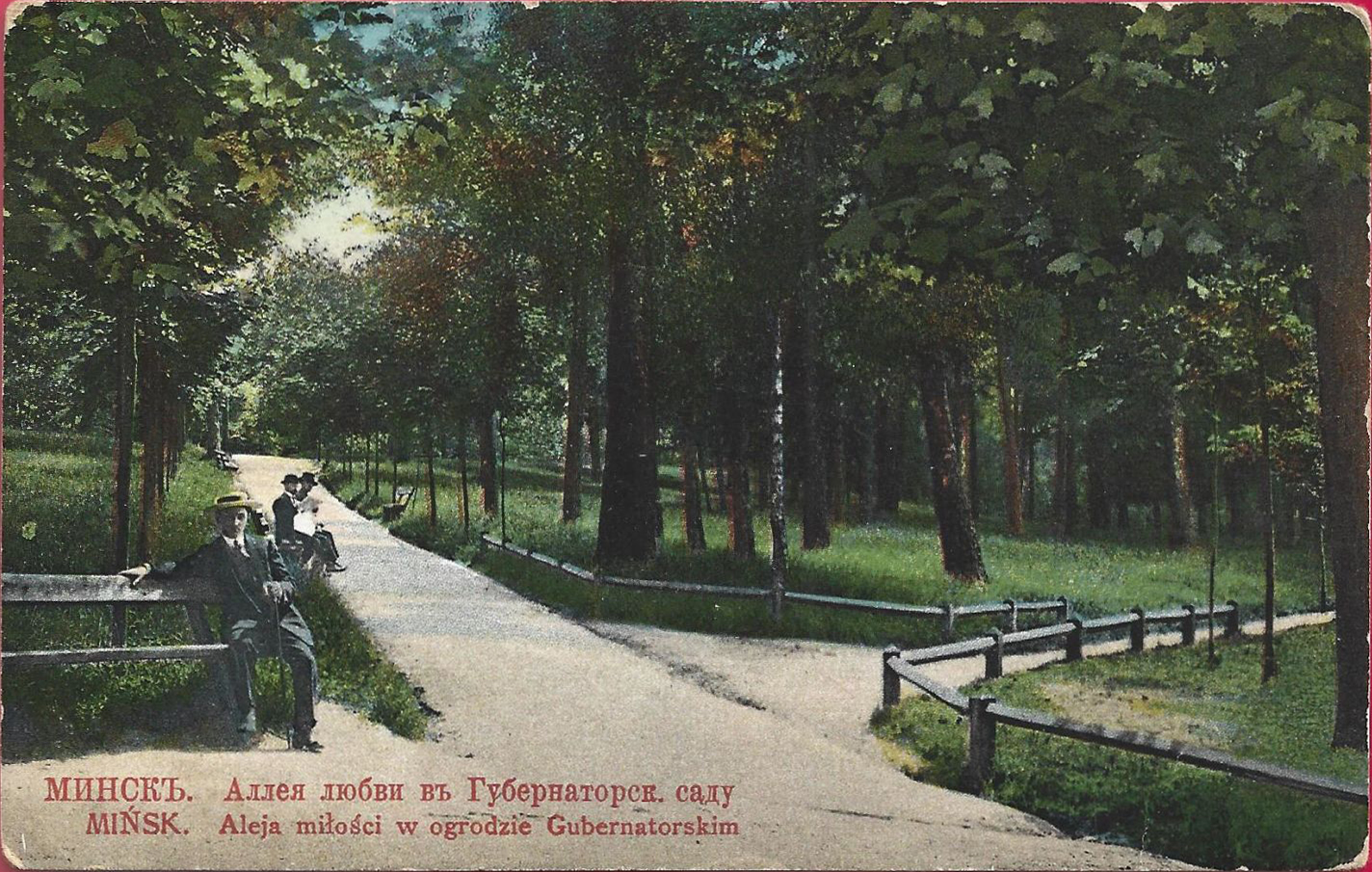
Aleja Miłości w Ogrodzie Gubernatorskim